# Sampos försvar
Sampos försvar (eller Sampos försvarare) är en målning av den finländske konstnären Akseli Gallen-Kallela. Den finns i flera versioner; den mest kända är en temperamålning från 1896 och utställd på Åbo konstmuseum.
Gallen-Kallela målade flera tavlor med motiv från det finska nationaleposet Kalevala. I den här målningen avbildas Väinämöinen svingande sitt svärd mot trollkvinnan Louhi som antagit formen av en jättelik fågel. De båda kämpar om den magiska artefakten Sampo som Väinämöinen återtagit från Louhi.

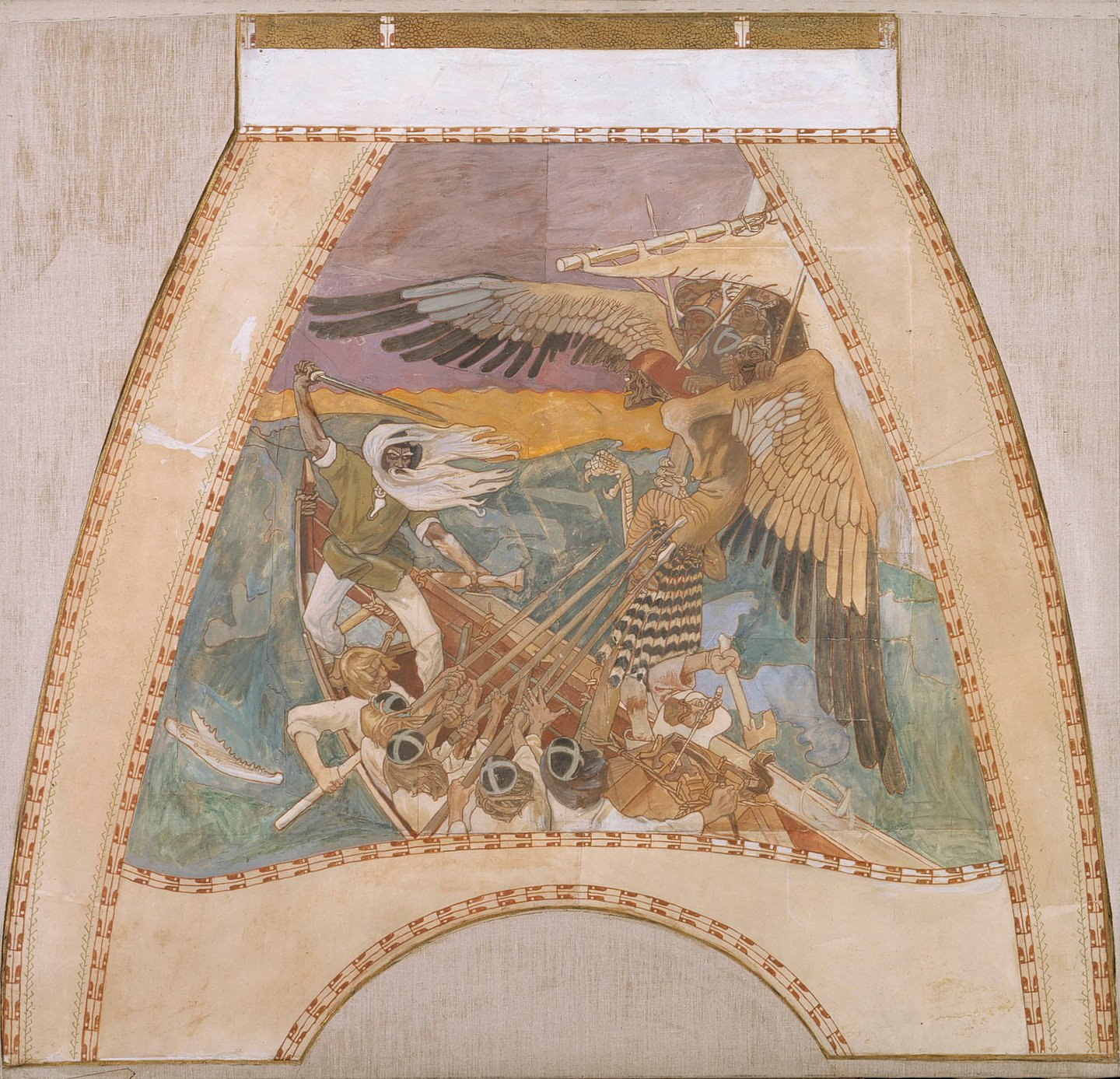
Skiss till kupolfreskerna i finska paviljongen vid världsutställningen i Paris 1900. Daterad 1899 och utställd på Ateneum.

År 1895 blev familjen Gallen-Kallelas nya nationalromantiska hem Kalela i Ruovesi färdigbyggt. Det var i Kalela konstnären inledde sin grafiska produktion. År 1895 gjorde han först ett livfullt träsnitt av ”Sampos försvar”, och följande år den mer kända temperamålningen med samma motiv. Utifrån samma motiv skapade Gallen-Kallela kupolfresker till finska paviljongen vid världsutställningen i Paris 1900. Freskerna förstördes efter världsutställningen, men en skiss i gouache på papper, daterad 1899 (146 cm × 152 cm), finns bevarad på Ateneum i Helsingfors. År 1928 utförde Gallen-Kallela en takfresk med samma motiv i Centralhallen i Nationalmuseum i Helsingfors.